# John Ribat
John Ribat MSC (ur. 9 lutego 1957 w Volavolo) – papuański duchowny katolicki, arcybiskup Port Moresby od 2008, kardynał.

## Życiorys
Święcenia kapłańskie otrzymał w dniu 1 grudnia 1985 w zgromadzeniu Misjonarzy Najświętszego Serca Jezusowego. Przez sześć lat pracował w diecezji Bereina. W 1992 został mistrzem nowicjatu w Suva, gdzie pracował (z roczną przerwą w latach 1997-1998) aż do biskupiej nominacji.

### Episkopat
30 października 2000 papież Jan Paweł II mianował go biskupem pomocniczym diecezji Bereina z tytularną stolicą Macriana Minor. Sakry biskupiej udzielił mu 11 lutego 2001 biskup diecezji Bereina - Gérard-Joseph Deschamps. 12 lutego 2002 roku ten sam papież mianował go biskupem ordynariuszem Bereina. 16 kwietnia 2007 Benedykt XVI mianował go arcybiskupem koadiutorem Port Moresby. 26 marca 2008 objął urząd po przejściu poprzednika na emeryturę.
9 października 2016 ogłoszono jego nominację kardynalską. Kreowany kardynałem prezbiterem San Giovanni Battista de’ Rossi 19 listopada 2016.